# Assedio di Pelion
L'assedio di Pelion fu condotto nel 335 a.C. da Alessandro Magno contro le tribù illiriche dell'odierna Albania. Per Alessandro era fondamentale prendere il controllo del passo in quanto forniva un accesso facile alla Macedonia e all'Illiria necessario ad affrontare i disordini di Atene e Tebe che in quel periodo insorgevano in Grecia.
La città di Pelion fu un importante punto di demarcazione del regno di Alessandro, che si impose a nord come sovrano delle tribù del Danubio, e successivamente a sud delle città-Stato greche cadute sotto la sua egemonia. Il controllo del luogo gli permise infatti di marciare velocemente col suo esercito in Grecia e di portare a termine la totale distruzione di Tebe.

## Antefatto
Durante una campagna sul Danubio contro alcune delle tribù settentrionali sconfitte precedentemente da suo padre Filippo II, ma non ancora completamente sottomesse, Alessandro ricevette la notizia della rivolta illirica condotta da Clito dei Dardani e Glaucia dei Taulanti.
Alessandro si preoccupò di questa notizia perché l'insediamento di Pelion occupava uno dei passaggi più importanti tra l'Illiria e la Macedonia. Se avesse perso il controllo di questa regione, Alessandro avrebbe infatti dovuto compiere una lunga marcia intorno a una catena montuosa a sud per poi proseguire in territorio illirico. Ciò avrebbe dato alle polis greche ribelli il tempo di prepararsi all'arrivo di Alessandro mentre quest'ultimo si sarebbe intrattenuto negli scontri con gli Illiri.
Durante il cammino verso Pelion, Alessandro fu aiutato dal principe agriano Langaro, che si offrì di proteggere l'esercito macedone dagli Illiri compiendo frequenti incursioni nel territorio degli Autariati. In questo modo egli riuscì a controllare i ribelli e permise ad Alessandro di proseguire la sua marcia indisturbato. Arrivato a destinazione, Alessandro trovò Clito dei Dardani che controllava Pelion mentre aspettava i rinforzi di Glaucia dei Taulanti. Prima di battersi coi Macedoni, da quanto ci riferiscono le fonti antiche, Clito avrebbe sacrificato tre ragazzi, tre ragazze e tre montoni neri offrendoli agli dèi in cambio della vittoria.

## L'assedio

### Fase iniziale
Alessandro arrivò con 15 000 soldati e pensò subito di attaccare gli Illiri, sperando di sconfiggere Clito prima che giungessero i rinforzi di Glaucia. Come prima cosa fece costruire l'accampamento macedone sul fiume Eordaicus (Devoli). Egli notò che oltre ad aver occupato la città, i Dardani avevano circondato la valle disponendosi sulle creste delle montagne e tenendo sotto controllo il passo del Lupo,

fase iniziale dell'assedio: illiri sulle creste montuose e macedoni circondati (i rettangoli rossi rappresentano le unità dell'esercito illirico, mentre i rettangoli blu rappresentano le unità dell'esercito Macedone)

che permetteva di accedere direttamente in territorio macedone. Decise dunque di spaventare gli illiri grazie ad un'esercitazione sul campo di battaglia (per dare l'impressione che ci fossero più soldati nel suo esercito) e con un forte grido di guerra.

### Seconda fase

fase due dell'assedio: carica macedone sulle alture illiriche e ritirata illirica

ciò permise hai macedoni di assalire le truppe nemiche ormai terrorizzate che dominavano le alture riuscendo a spingerle dietro le mura di Pelion.

### Terza fase

fase tre dell'assedio: I = riorganizzazione dell'esercito macedone II = ritirata dell'esercito per l'arrivo delle truppe di re Glaucia, e attraversamento del fiume da parte della fanteria Agriana e macedone

in seguito Alessandro cominciò a distribuire i suoi soldati intorno alla valle e sui colli per accerchiare i Dardani, ma fu interrotto il giorno seguente dall'arrivo dei Taulanti, che dopo aver attraversato la piana di Coriza e il passo di Tsangon, attaccarono i Macedoni costringendoli ad abbandonare le alture conquistate precedentemente.
Costretto a scendere nella pianura da Glaucia, Alessandro si trovò in una situazione pericolosa: fu circondato da nemici in grado di rifornirsi liberamente di tutte le provviste necessarie alla battaglia, mentre a sud la rivolta di Tebe e Atene avrebbe potuto far cadere l'egemonia macedone.
Prima di mettere in atto l'assedio, Alessandro pensò di andare in territorio macedone per ottenere rifornimenti, così decise di marciare verso il passo del Lupo, delimitato dal fiume da una parte e da un'altura dall'altra, sufficiente a far passare solo quattro uomini alla volta.
Per avanzare, mise in atto una tecnica particolare: dispose una parte della sua fanteria e della cavalleria davanti all'insediamento di Pelion in modo da poter eseguire le sue manovre difendendosi da un eventuale attacco di Clito; poi diresse la sua falange di centoventi uomini verso la pianura sotto le alture su cui si erano disposte le truppe di Glaucia. Alessandro ordinò alla sua falange di attaccare gli Illiri, che colti di sorpresa furono costretti a ritirarsi. Durante questo scontro non morì nessun militare macedone, ma non sappiamo se ci siano stati dei morti tra gli Illiri.

### Quarta fase

fase quattro dell'assedio: ritirata della cavalleria e degli arcieri macedoni e impiego delle catapulte (in colore marrone insieme al raggio di azione) contro l'armata illirica in avvicinamento

Tuttavia, alcune truppe di fanteria illiriche si ergevano ancora sulle alture dominando il guado, e per Alessandro era necessario prenderne il controllo per avere a portata di mano l'intera pianura. Prima di impegnarsi in battaglia, Alessandro decise di stabilire il suo campo sul lato opposto del fiume vicino al guado. Ma durante l'attraversavano del fiume, intuì che gli Illiri lo avrebbero potuto cogliere alle spalle in un eventuale attacco. Così ordinò alle sue truppe di girarsi e cogliendo d'anticipo il nemico, iniziò una carica con i suoi etèri. Nel frattempo ordinò anche ai suoi arcieri di girarsi e scagliare le loro frecce dalla metà del fiume, ma oltre alle frecce impiegarono anche le loro catapulte (caricate dalla fanteria sul lato opposto del fiume) contro i soldati illirici, (alcuni sostengono che questo fu il primo uso delle macchine da guerra impiegate contro una fanteria, e non contro delle mura).

### Fase finale

Fase finale dell'assedio di Pelion: assalto e massacro notturno della fanteria macedone sul campo illirico e accerchiamento del forte.

Dopo aver guadagnato un posto di sicurezza sulla sponda opposta del fiume, Alessandro avrebbe potuto rifornire liberamente l'esercito e aspettare i rinforzi dal territorio macedone. Ma decise di non aspettare perché seppe dai suoi esploratori che gli Illiri, pensando che i Macedoni fossero in ritirata, avevano già abbassato la guardia. Col calare del buio, Alessandro si scagliò verso i nemici senza attendere che tutto il suo esercito avesse attraversato il fiume. Portò con sé le guardie del corpo, gli Agriani, gli arcieri e il contingente di Coeno come unità di avanguardia. Poi si diresse verso le difese illiriche con i suoi Agriani e gli arcieri in formazione di falange. Ancora addormentati, gli Illiri furono colti di sorpresa e molti di loro furono massacrati o catturati dai Macedoni; poi Alessandro ordinò alle sue truppe di avanzare verso la fortezza accerchiandola completamente per poi ricevere la notizia di arresa dagli illiri rimasti.

## Conseguenze
Numerosi, impavidi e ben armati, gli Illiri costituivano un vero pericolo per i Macedoni. Con la loro sconfitta, Alessandro riuscì a ottenere l'egemonia sui Balcani e a stabilizzare la regione.

### Influenza illirica sull'esercito macedone
La campagna illirica di Alessandro costituì il suo banco di prova come generale, e in particolare il suo riscaldamento per la sua campagna persiana. Gli Illiri erano un popolo esperto in tattiche di combattimento in montagna, e Alessandro ne apprese molte durante l'assedio, che si rivelarono utili in seguito in Asia. Tutte le tecniche di Alessandro che utilizzò nelle satrapie della Persia orientale, che la maggior parte degli storici considera così nuove e peculiari per Alessandro, furono utilizzate per la prima volta da lui nella campagna contro gli Illiri. Alessandro continuò a migliorare queste tattiche di combattimento in montagna durante la guerra persiana.  Oltre alle tattiche apprese nella battaglia del Pelio, Alessandro aveva già trascorso almeno parte della sua giovinezza alla corte illirica quando cercò rifugio lì da suo padre, acquisendo così familiarità con i costumi, le abitudini e, soprattutto, le strategie e le tecniche militari illiriche.